# 1633 en littérature
| Années de la littérature : 1630 - 1631 - 1632 - 1633 - 1634 - 1635 - 1636    |
| Décennies de la littérature : 1600 - 1610 - 1620 - 1630 - 1640 - 1650 - 1660 |

Cet article présente les faits marquants de l'année 1633 en littérature.

## Parutions
- 6 octobre : achevé d’imprimé du recueil de poèmes de Tristan L'Hermite Les Plaintes d'Acante et autres œuvres, publié à Anvers chez Henri Aertssens[1].

- Jean Bardet, Melchior Tavernier, Abraham Bosse, Livre d’architecture, d’autels et de cheminées, Paris, Imprimerie d'Herman Weyen, 1633 (présentation en ligne).

## Décès
- 15 juin : Alonso de Ledesma, poète espagnol. (° 1552).